# Grande Terre (Nya Kaledonien)
Grande Terre, Le Caillou, är den största ön i den franska ögruppen Nya Kaledonien och den sjätte största ön i Söderhavet. När den brittiske navigatören James Cook upptäckte ön 1774 gav han den namnet "Nya Kaledonien", av det latinska namnet för Skottland, Caledonia. Så småningom började hela ögruppen runt Grande Terre att benämnas Nya Kaledonien.
Grande Terre annekterades tillsammans med resten av ögruppen av Frankrike 1853. Grande Terres största ort är Nouméa, vilken även är huvudstad i Nya Kaledonien. De lokala invånarna kallar ön för "Le Caillou", klippan. Ön är rik på mineraltillgångar, framför allt nickel.
Grande Terre sträcker sig från nordväst till sydöst och har en area på 16 192 kvadratkilometer. Den är 350 kilometer lång och 50 kilometer bred. Utmed ön löper en bergskedja, med fem toppar som sträcker sig över 1 500 meter. Den högsta punkten är Mont Panié som är 1 628 meter hög. Ön omgärdas av ett korallrev.